# Benignità
Con benignità (bontà, benevolenza) è tradotto, nelle versioni italiane della Bibbia, il termine ebraico חסד (chêsêd) che ha molta importanza nell'Antico Testamento per indicare la generosità di Dio che, avendo stipulato con il Suo popolo un patto, si manifesta disposto in ogni occasione ad intervenire a suo favore.
Iddio afferma: "uso benignità a migliaia, a quelli che mi amano e osservano i miei comandamenti" (Esodo 20:6; Salmi 136, 106, 107, 118 ecc.). Questa Sua benignità è costante, su di essa si può fare affidamento. Anche quando il popolo viola il patto, la bontà di Dio permane. Essa così diventa quella che noi chiamiamo grazia.
Per esprimere questa costanza di amore e questa volontà di protezione, la Bibbia adopera spesso l'immagine del pastore (Michea 4:6-8; Geremia 31:10; Ezechiele 34:23; 37:24; Isaia 40:11; Salmi80:1), come pure quella del padre (Isaia 63:15,16; Salmi 89:26), il quale insegna i primi passi a Suo figlio (Osea 11:1-3) e che rimane sempre un padre che ama, anche quando il figlio si allontana disubbidiente (Geremia 31:20; Salmi 103:10).
La benignità di Dio, però, è anche più forte degli affetti naturali: "Anche se mio padre e mia madre mi avessero abbandonato, l'Eterno mi accoglierebbe" (Salmi 27:10), cioè, la bontà del Signore è la Sua costante volontà di salvezza, che nessun'avversità potrà scuotere (Isaia 54:10); essa è amore.
L'origine di questo termine è da ricercare nel contesto del patto, ove bontà indica costanza negli impegni presi. Proseguendo su questa linea, il Nuovo Testamento parla in modo ancora più esplicito della grazia e dell'amore di Dio.
Nella versione Septuaginta questo termine ebraico è tradotto soprattutto con ἔλεος (éleos), con il significato di compassione, partecipazione al dolore umano e remissione dei peccati. Diventa così causa originaria del perdono.
L'espressione biblica più marcata è σπλάγχνον (splagchnon), letteralmente "viscere" (di misericordia), ["...grazie alle viscere di misericordia del nostro Dio, per cui l'aurora dall'alto ci visiterà"(NR), "grazie alla bontà misericordiosa del nostro Dio, per cui verrà a visitarci dall'alto un sole che sorge" (CEI); "Il nostro Dio infatti è molto buono e misericordioso" (TILC) (Luca 1:78).
Nelle epistole è usata come sinonimo di grazia (Timoteo 1:2; Ebrei 4:16; 2 Timoteo 1:2; Giovanni 3; Giuda 2), o di "vita eterna" (Galati 6:16).
Benignità è altrove sinonimo di bontà come qualità umana (Salmo 25:10; Proverbi 3:3; Osea 4:1). È contrapposta alla pratica dei sacrifici e descritta come uno stato di bontà, aperta verso Dio in quanto è associata alla conoscenza di Lui (Osea 6:6); è richiesta al credente come di diritto (Michea 6:8).
Nel Nuovo Testamento, dove il termine ricorre dieci volte, come traduzione di χρηστότης (chrēstotēs), si dice: "Così, egli è stato buono verso di noi - per mezzo di Gesù Cristo -, e così ha voluto mostrare anche a quelli che verranno, quanto ricca e generosa è la sua grazia" (Efesini 2:7), analoga alla Sua mansuetudine.
La benignità è frutto dello Spirito Santo (Galati 5:22), insieme alla bontà e all'allegrezza. Essa esprime il nuovo "abito spirituale" indossato dal cristiano: "Rivestitevi, dunque, come eletti di Dio, santi e amati, di sentimenti di misericordia, di benevolenza, di umiltà, di mansuetudine, di pazienza" (Colossesi 3:12).
Poche volte ricorre nella sua forma aggettivale: il giogo di Cristo è χρηστός (chrēstos), dolce: "...poiché il mio giogo è dolce e il mio carico è leggero" (Matteo 11:30); Dio è "benigno" per condurci al ravvedimento: "Oppure disprezzi le ricchezze della sua bontà, della sua pazienza e della sua costanza, non riconoscendo che la bontà di Dio ti spinge al ravvedimento?" (Romani 2:4) ed i cristiani devono di conseguenza essere benigni gli uni verso gli altri: "Siate invece benevoli e misericordiosi gli uni verso gli altri, perdonandovi a vicenda come anche Dio vi ha perdonati in Cristo" (Efesini 4:32).